# Ricardo Izecson dos Santos Leite
Ricardo Izecson dos Santos Leite   (Gama, 22 d'abril de 1982), conegut simplement com a Kaká, és un jugador de futbol brasiler amb passaport italià que juga com a migcampista de la selecció del Brasil i a l'Orlando City de la MLS. Ha estat considerat un dels millors jugadors d'Europa durant la dècada de 2000, gràcies a la seva gran qualitat, comparat amb altres jugadors de talent, com Cristiano Ronaldo i el seu compatriota Ronaldinho. El 2009 fou guardonat amb el premi Marca Leyenda.

## Biografia

### Família
Kaká és el germà gran de Rodrigo Izecson Dos Sants Leite, més conegut com a Digo. Rodrigo va seguir els passos del seu germà i està actualment a la Serie B a l'equip Rimini Calcio Football Club, després que fos cedit per un temps per part de l'AC Milan.

#### Matrimoni
Kaká es va casar amb Caroline Celico el dia 23 de desembre del 2005 en una església evangèlica de São Paulo (Kaká és membre de l'organització Atletes de Crist) al Brasil, en unes noces on van acudir futbolistes de la selecció nacional, així com futbolistes internacionals. Van estar com convidats Ronaldo, Adriano, Cafú, Dida, Júlio Baptista, l'entrenador nacional Carlos Alberto Parreira i el seu cosí Miguel Coneo. Caroline i Kaká es van veure per primera vegada el 2002 i van començar un curt festeig. La relació va sobreviure quan Kaká va haver de mudar-se de Sao Paulo a Itàlia el 2003, quan Caroline estava encara a l'escola. La parella es veia quan ell venia al Brasil en curts viatges, però el seu pla era viure a Itàlia en molt poc temps.

### Sobrenom
L'àlies Kaká, ve del portuguès, i duu un accent en la segona "a" per a donar-li èmfasi a aquesta síl·laba, en castellà, la llengua emprada al Reial Madrid, s'accentua igual. En canvi, a l'italià, l'idioma del seu anterior equip l'AC Milan, la fonètica equivalent és escrita com Kakà, que és usada per la televisió italiana. No obstant això, la samarreta del jugador, ja sigui la de la selecció nacional, la del Milan o actualment al Reial Madrid, duen escrites la paraula KAKA' (amb un apòstrof al final, similar a una "A" accentuada). En el Brasil aquest sobrenom és comunament usat en persones anomenades "Ricardo". Kaká suposadament va obtenir aquest àlies, ja que el seu germà menor quan era petit no podia pronunciar la paraula "Ricardo" i l'anomenava "caca", que amb el temps va canviar a "Kaká" (aconsellat per l'empresari que el representava, ja que creia que seria més comercial el segon).

### Accident
Kaká va patir un accident quan va fer un salt des d'un trampolí i es va fracturar una vèrtebra. Això va poder significar el final de la seva carrera futbolística, però segons ell, creure en Jesús li va permetre recuperar-se i convertir-se en un reeixit futbolista, com ho és actualment. Quan l'AC Milan va guanyar el títol de la Serie A el 2004, Ricky, com és anomenat pels seus companys d'equip, va mostrar una camisa amb l'eslògan "Jo pertanyo a Jesús".

## Trajectòria esportiva
El setembre de 2013, després de quatre temporades al Reial Madrid CF, i davant les seves poques oportunitats de jugar, va rescindir el seu contracte i va tornar a l'AC Milan.

## Estadístiques
Actualitzades a 28 de maig del 2013.
| Club            | Temporada     | Lliga   | Lliga | Copa    | Copa | Internacional | Internacional | Total   | Total |
| Club            | Temporada     | Partits | Gols  | Partits | Gols | Partits       | Gols          | Partits | Gols  |
| --------------- | ------------- | ------- | ----- | ------- | ---- | ------------- | ------------- | ------- | ----- |
| Reial Madrid CF | 2012-13       | 19      | 3     | 2       | 1    | 6             | 1             | 27      | 5     |
| Reial Madrid CF | 2011-12       | 26      | 5     | 4       | 0    | 7             | 3             | 37      | 8     |
| Reial Madrid CF | 2010-11       | 14      | 7     | 3       | 0    | 3             | 0             | 20      | 7     |
| Reial Madrid CF | 2009-10       | 25      | 8     | 1       | 0    | 7             | 1             | 33      | 9     |
| Reial Madrid CF | Total         | 84      | 23    | 10      | 1    | 24            | 5             | 117     | 29    |
| AC Milan        | 2008-09       | 31      | 16    | 1       | 0    | 4             | 0             | 36      | 16    |
| AC Milan        | 2007-08       | 30      | 15    | 0       | 0    | 9             | 3             | 39      | 18    |
| AC Milan        | 2006-07       | 31      | 8     | 2       | 0    | 15            | 10            | 48      | 18    |
| AC Milan        | 2005-06       | 35      | 14    | 2       | 0    | 12            | 5             | 49      | 19    |
| AC Milan        | 2004-05       | 36      | 7     | 1       | 0    | 13            | 2             | 50      | 9     |
| AC Milan        | 2003-04       | 30      | 10    | 4       | 0    | 10            | 4             | 44      | 14    |
| AC Milan        | Total         | 193     | 70    | 10      | 0    | 63            | 24            | 267     | 94    |
| São Paulo FC    | 2003          | 10      | 2     | 10      | 5    | 0             | 0             | 20      | 7     |
| São Paulo FC    | 2002          | 22      | 9     | 0       | 0    | 0             | 0             | 22      | 9     |
| São Paulo FC    | 2001          | 27      | 12    | 1       | 2    | 5             | 0             | 33      | 14    |
| São Paulo FC    | Total         | 59      | 24    | 11      | 7    | 5             | 0             | 76      | 31    |
| Total carrera   | Total carrera | 336     | 116   | 40      | 8    | 90            | 28            | 466     | 152   |

## Palmarès
Actualitzat segons la web oficial del Real Madrid CF el 30 d'agost de 2012.

### São Paulo FC
- 1 Torneig Rio-São Paulo: 2001
- 1 Campionat Paulista: 2002

### AC Milan
- 1 Lliga de Campions: 2006-07
- 1 Campionat del Món de Clubs: 2007
- 2 Supercopes d'Europa: 2003 i 2007
- 1 Sèrie A: 2003-04
- 1 Supercopa d'Itàlia: 2004

### Reial Madrid CF
- 1 Copa del Rei: 2010-11
- 1 Primera divisió: 2011-12
- 1 Supercopa d'Espanya: 2012

### Selecció brasilera
- 1 Copa del Món: 2002
- 2 Copes Confederacions: 2005 i 2009

### Individual
- 1 Pilota d'Or: 2007
- 1 FIFA World Player: 2007
- Millor jugador de la Copa Confederacions: 2009
- Màxim golejador de la Lliga de Campions: 2007
- Millor davanter de la Lliga de Campions: 2007
- Millor jugador per la FIFPro: 2007
- Millor jugador de la Sèrie A: 2004